# 堂山駅
堂山駅（タンサンえき）は、大韓民国ソウル特別市永登浦区堂山洞6街にあるソウル交通公社とソウル市メトロ9号線の駅。

## 利用可能な鉄道路線
ソウル交通公社　　　
 2号線 - 駅番号は(237)
ソウル市メトロ9号線
 9号線 - 駅番号は(913)

## 駅構造

### ソウル交通公社
高架駅で、ホームは3階にあり、相対式ホーム2面2線を有する。フルスクリーンタイプのホームドアが設置されている。改札口に通じる階段はホーム片面につき3ヶ所、エレベータはホーム片面につき合井寄りに1ヶ所ある。
改札口は永登浦区庁側と合井側の2ヶ所あり、切符売り場はそれぞれ設けてある。出口は1~6番まであり、永登浦区庁側の改札口は1・2・5・6番出口と繋がっており、合井側の改札口は3・4出口と繋がっている。化粧室は改札内に1ヶ所ある。
9号線とは長さ48m、高さ24mのエスカレーターによって接続されている。

#### のりば
- 案内上ののりば番号は設定されていない。

| 内回り | 2号線 | 合井・弘大入口・忠正路・市庁方面   |
| 外回り | 2号線 | 永登浦区庁・新道林・大林・舎堂方面 |

### ソウル市メトロ9号線
地下駅で、ホームは地下3階にあり、島式ホーム1面2線を有する。フルスクリーンタイプのホームドアが設置されている。ホームに吹き抜けを設けている。ホーム仙遊島寄り、中程、国会議事堂に改札口及び2号線との連絡通路に通じる階段が1ヶ所ずつあり、エレベータはホーム仙遊島寄りに1基ある。
改札口は地下1階と地下2階にそれぞれ1ヶ所ずつあり、切符売り場はそれぞれ設けてある。出口は7~13番の7ヶ所あり、地下1階の改札口は7・10~13番出口と繋がっており、地下2階の改札口は8・9番出口と繋がっている。化粧室は改札内地下1階と地下2階にそれぞれ1ヶ所ずつある。
2号線との連絡通路は地下2階にある。先述のとおり長さ48m、高さ24mのエスカレーターによって接続されている。

#### のりば
- 案内上ののりば番号は設定されていない。

| 上り | 9号線 | 塩倉・加陽・金浦空港・開花方面           |
| 下り | 9号線 | 汝矣島・銅雀・高速ターミナル・新論峴方面 |

## 利用状況
近年の一日平均利用人員推移は下記のとおり。なお、9号線の2009年は開業日の7月24日から12月31日までの161日間の平均である。
| 路線  | 路線     | 2000年 | 2001年 | 2002年 | 2003年 | 2004年 | 2005年 | 2006年 | 2007年 | 2008年 | 2009年 | 出典  |
| ----- | -------- | ------ | ------ | ------ | ------ | ------ | ------ | ------ | ------ | ------ | ------ | ----- |
| 2号線 | 乗車人員 | 33,445 | 36,672 | 38,500 | 36,942 | 37,766 | 38,943 | 38,821 | 39,039 | 39,181 | 35,701 | [ 2 ] |
| 2号線 | 降車人員 | 31,798 | 34,692 | 36,619 | 35,195 | 35,244 | 36,036 | 36,515 | 36,851 | 37,150 | 35,029 | [ 2 ] |
| 2号線 | 乗降人員 | 65,243 | 71,364 | 75,119 | 72,137 | 73,009 | 74,979 | 75,336 | 75,890 | 76,330 | 70,731 | [ 2 ] |
| 9号線 | 乗車人員 | 未開通 | 未開通 | 未開通 | 未開通 | 未開通 | 未開通 | 未開通 | 未開通 | 未開通 | 27,846 | [ 3 ] |
| 9号線 | 降車人員 | 未開通 | 未開通 | 未開通 | 未開通 | 未開通 | 未開通 | 未開通 | 未開通 | 未開通 | 27,571 | [ 3 ] |
| 9号線 | 乗降人員 | 未開通 | 未開通 | 未開通 | 未開通 | 未開通 | 未開通 | 未開通 | 未開通 | 未開通 | 55,417 | [ 3 ] |
| 路線  | 路線     | 2010年 | 2011年 | 2012年 | 2013年 | 2014年 | 2015年 |        |        |        |        |       |
| 2号線 | 乗車人員 | 26,725 | 27,212 | 25,324 | 24,248 | 24,244 | 23,017 |        |        |        |        |       |
| 2号線 | 降車人員 | 27,738 | 28,405 | 26,783 | 26,101 | 26,130 | 25,283 |        |        |        |        |       |
| 2号線 | 乗降人員 | 54,463 | 55,617 | 52,107 | 50,348 | 50,374 | 48,299 |        |        |        |        |       |
| 9号線 | 乗車人員 | 34,110 | 36,836 | 41,115 | 44,995 | 47,380 | 47,878 |        |        |        |        |       |
| 9号線 | 降車人員 | 35,033 | 37,492 | 41,677 | 45,847 | 48,314 | 49,301 |        |        |        |        |       |
| 9号線 | 乗降人員 | 69,143 | 74,328 | 82,792 | 90,842 | 95,694 | 97,179 |        |        |        |        |       |

## 駅周辺
駅は漢江に架かる堂山鉄橋の南にあり、周辺には住宅街が広がっている。漢江に沿って公園が整備されており、駅付近から西北側にかけての川辺に漢江市民公園（楊花地区）・仙遊島公園がある。また、東南方向に汝矣島がある。
- 江西税務署
- 堂山西中学校
- 堂山119安全センター
- 堂山鉄橋
- ロッテマート永登浦店
- 仙遊高等学校
- 仙遊中学校
- 仙遊初等学校
- 漢江市民公園（楊花地区）
- 仙遊島公園
- バンドボラビルアパート
- 堂山4次来美安アパート
- 堂山プルジオ
- 永登浦三煥アパート
- 堂山1・2・3次アパート

## 歴史

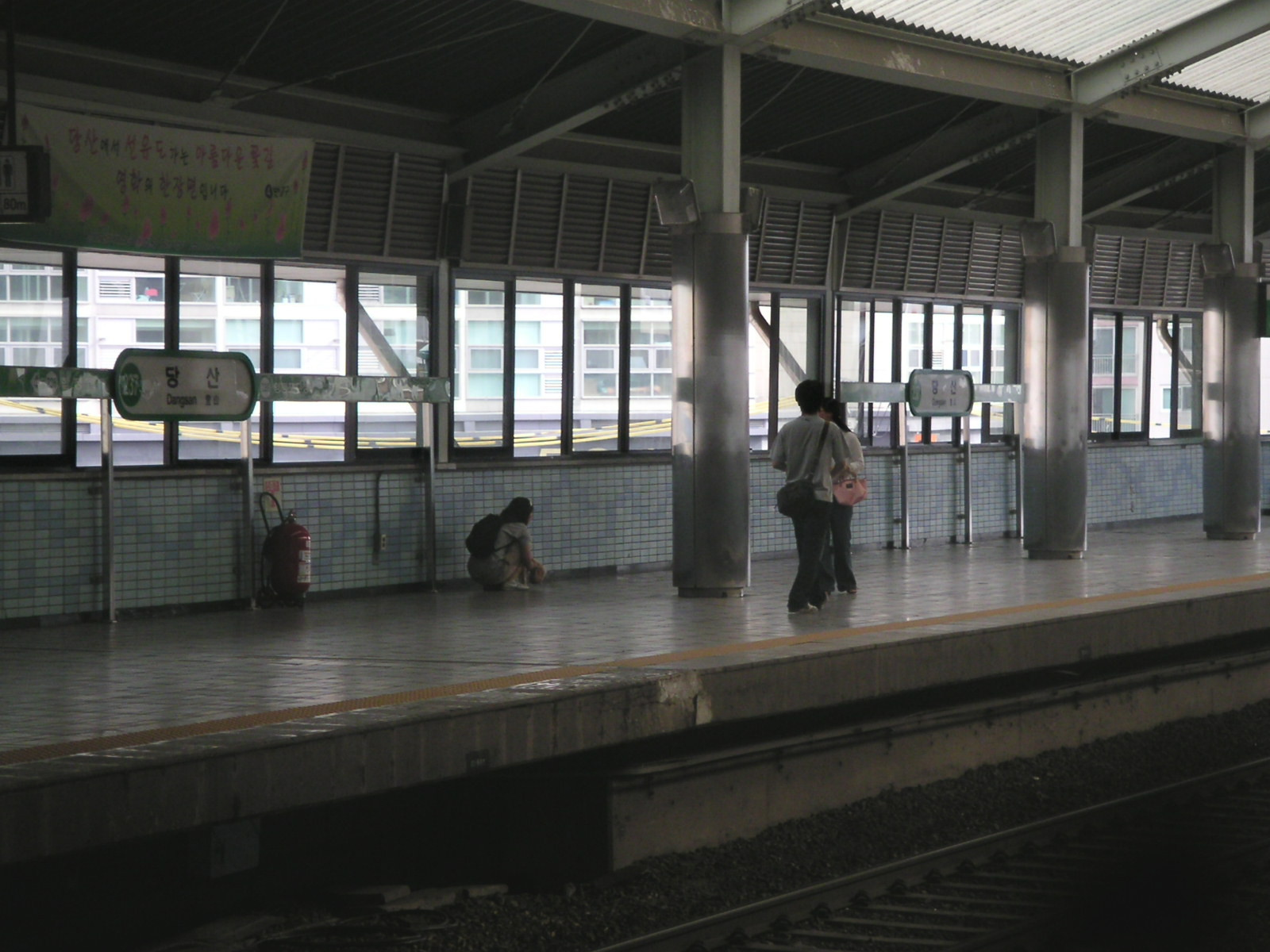
2005年、2号線のホーム

- 1984年5月22日 - 2号線全線開通と同時に開業[4]。
- 1996年12月31日 - この駅から合井駅の間に架かる堂山鉄橋（漢江に掛かる鉄道用橋梁）で欠陥が発覚したため、午後11時から運休、橋梁の架け替え工事を実施。期間中はこの駅から弘大入口駅まで代行バスが運転された。工事期間中はこの駅に臨時の折り返し設備が作られた[5][6]。
- 1999年11月22日 - 工事終了により環状運転再開。工事期間中の臨時の折り返し設備は撤去され、堂山行き列車はなくなった[7]。
- 2009年 - 2号線ホームにホームドア設置。
- 2009年7月24日 - 9号線開業。
- 2009年11月20日 - 堂山鉄橋周辺に仙遊島公園に直結する歩行者道を設置。

## 隣の駅
ソウル交通公社
 2号線
永登浦区庁駅 (236) - 堂山駅 (237) - 合井駅 (238)
ソウル市メトロ9号線
 9号線 
急行
塩倉駅 (910) - 堂山駅 (913) - 汝矣島駅 (915)
一般（各駅停車）
仙遊島駅 (912) - 堂山駅 (913) - 国会議事堂駅 (914)